# Burak Bekaroğlu
Burak Bekaroğlu (* 16. April 1997 in Sakarya) ist ein momentan vereinsloser türkischer Fußballspieler.

## Verein
Bekaroğlu begann er mit dem Vereinsfußball in der Jugend von Sakarya Tekspor und wechselte 2010 zum Stadtrivalen Sakaryaspor. Zum Saisonstart 2013/14 erhielt er dort einen Profivertrag und gab schließlich am 13. Oktober 2013 in der Viertligabegegnung gegen Çıksalınspor sein Profidebüt. 2017 gelang Bekaroğlu mit seiner Mannschaft der Aufstieg in die Dritte Liga. Im Januar 2019 wurde er dann vom Zweitligisten Boluspor verpflichtet und spielte dort zwei Jahre. Anschließend war er anderthalb Spielzeiten für Fatih Karagümrük SK in der Süper Lig aktiv und schoss in 32 Erstligaeinsätzen einen Treffer. Dort wurde sein Vertrag am 28. November 2022 aufgelöst und Bekaroğlu ist seitdem ohne neuen Verein.

## Nationalmannschaft
Von 2014 bis 2015 bestritt der Abwehrspieler insgesamt 14 Partien für diverse türkische Jugendnationalmannschaften. Mit der U-17-Auswahl nahm er 2014 an der Europameisterschaft auf Malta teil und kam dort beim Vorrundenaus zweimal zum Einsatz.